# Campeonato da China de Ciclismo em Estrada
Os campeonatos da China de Ciclismo em Estrada estão organizados desde 2003.

## Pódios dos campeonatos masculinos

### Ciclismo em estrada
| Ano  | Campeão       | Segundo      | Terceiro     |
| 2003 | Guozhang Wang |              |              |
| 2007 | Gang Xu       | Hui Guo      | Hongye Deng  |
| 2008 | Yilin Liu     | Gang Xu      | Fuyu Li      |
| 2009 | Gang Xu       | Bo Liu       | Yu ShiJie    |
| 2012 | Gang Xu       | Meiyin Wang  | Kwok Ho Ting |
| 2013 | Shuang Shan   | Qiao Feng    | Wong Kam Po  |
| 2014 | Zhao Jingbiao | Yikui Niu    | Xi Cao       |
| 2015 | Hou Yake      | Xue Chaohua  | Meiyin Wang  |
| 2016 | Ma Guangtong  | Liu Jiankun  | Xue Chaohua  |
| 2017 | Zhao Jingbiao | Ma Guangtong | Yang Haoran  |
| 2019 | Xue Chaohua   | Yikui Niu    | Meu Binyan   |

### Contrarrelógio
| Ano  | Campeão         | Segundo         | Terceiro           |
| 2006 | Song Baoqing    | Hai Jun Ma      | Fuyu Li            |
| 2007 | Song Baoqing    | Hai Jun Ma      | Xitao Ji           |
| 2009 | Fuyu Li         | Jianshi Luo     | Zhang Wenlong      |
| 2011 | Cheung King Lok | Biao Liu        | Jianshi Luo        |
| 2012 | Xue Ming Xing   | Cheung King Lok | Meiyin Wang        |
| 2013 | Cheung King Lok | Chen Libin      | Li Wei             |
| 2014 | Wu Nan          | Zhi Hui Jiang   | Zhao Jingbiao      |
| 2015 | Wu Nan          | Xu Yulong       | Wang Fengnian      |
| 2016 | Xu Yulong       | Liu Jiankun     | Liang Guo          |
| 2017 | Cheung King Lok | Xu Yulong       | Lau Wan Hei Victor |
| 2019 | Shi Hang        | Chen Libin      | Bai Lijun          |